# جدعون لافي
جدعون لافي (بالهولندية: Gideon Levy)‏ هو مذيع وصحفي ومقدم تلفزيوني هولندي، ولد في 1970.

## وصلات خارجية
- جدعون لافي على موقع IMDb (الإنجليزية)